# Wilhelm-Scherer-Preis
Der Scherer-Preis wurde 1910 durch den Germanisten und Bankierserben Richard M. Meyer (1860–1914) im Gedenken an seinen Lehrer Wilhelm Scherer (1841–1886) und seinen früh verstorbenen Sohn Fritz Joachim Wilhelm Meyer gestiftet. Meyer war der Enkel des Berliner Bankiers Elias Joachim Meyer (1783–1849), der 1816 in Berlin das Bankhaus E. J. Meyer gründete und aus dessen Hamburger Niederlassung 1956 das Bankhaus Wölbern & Co. hervorgegangen ist. Die Unternehmensstiftung der Bank trägt seit Mai 2012 in Erinnerung an das umfangreiche gesellschaftliche Engagement Richard M. Meyers dessen Namen.
1910 errichtete Richard M. Meyer an der Friedrich-Wilhelms-Universität zu Ehren seines Lehrers die gleichnamige Stiftung, die Arbeiten auf dem Gebiet der deutschen Philologie auszeichnete. Neben Stipendien und Druckkostenzuschüssen vergab die Stiftung bis 1923 auch den Scherer-Preis. Friedrich Neumann, Herbert Cysarz und Karl Viëtor zählten zu den ersten Preisträgern, bis die Stiftung in den 1920er Jahren durch die Inflation ihr Vermögen verlor. So wurde der Scherer-Preis 1923 zum letzten Mal vergeben. 1927 wurde die Stiftung mit anderen vermögenslosen Stiftungen zusammengelegt.
Die Richard M. Meyer Stiftung verleiht seit 2010 gemeinsam mit der Humboldt-Universität  zu Berlin und der Freien Universität Berlin alle zwei Jahre den mit 5000 Euro dotierten Scherer-Preis für Dissertationen und Habilitationen auf dem Gebiet der älteren und neueren deutschen Literatur, die an beiden Universitäten eingereicht wurden.

## Preisträger
- 2010 Thomas Wegmann „Dichtung und Warenzeichen: Zur Beobachtung und Bearbeitung von Reklame im literarischen Feld 1850–2000“
- 2012 Charlotte Kurbjuhn „Eine Spur auf dem Grunde der ,Einbildungskraft‘. Zur Geschichte der ästhetischen Denkfigur‚ Kontur“
- 2014 Burkhardt Wolf „Fortuna di Mare. Literatur und Seefahrt“
- 2016 Anna Lena Scholz „Kleist/Kafka - Diskursgeschichte einer Konstellation“
- 2018 Annika Hildebrandt „Kriegsgemeinschaften – Literatur und Politik um 1750“
- 2020 Dariya Manova „,Sterbende Kohle‘ und ,flüssiges Gold‘. Rohstoffnarrative in der Populärliteratur und Publizistik der deutschen Zwischenkriegszeit“